# Saint-Laurent-en-Gâtines
Saint-Laurent-en-Gâtinais ist eine französische Gemeinde mit 873 Einwohnern (Stand: 1. Januar 2022) im Département Indre-et-Loire in der Region Centre-Val de Loire; sie gehört zum Arrondissement Loches und zum Kanton Château-Renault. Die Einwohner werden Laurentais genannt.

## Geographie
Saint-Laurent-en-Gâtinais liegt etwa 22 Kilometer nordnordöstlich von Tours. Umgeben wird Saint-Laurent-en-Gâtinais von den Nachbargemeinden La Ferrière im Norden, Monthodon im Nordosten, Le Boulay im Osten, Crotelles im Südosten, Nouzilly im Süden und Südwesten, Beaumont-la-Ronce im Westen sowie Marray im Nordwesten.

## Bevölkerungsentwicklung
| Jahr                      | 1962 | 1968 | 1975 | 1982 | 1990 | 1999 | 2006 | 2013 |
| Einwohner                 | 598  | 533  | 471  | 546  | 690  | 728  | 886  | 947  |
| Quelle: Cassini und INSEE |      |      |      |      |      |      |      |      |

## Sehenswürdigkeiten
- Kirche Saint-Laurent, als Haus La Grand Maison im 15. Jahrhundert errichtet, im 19. Jahrhundert zur Kirche umgewidmet, Monument historique

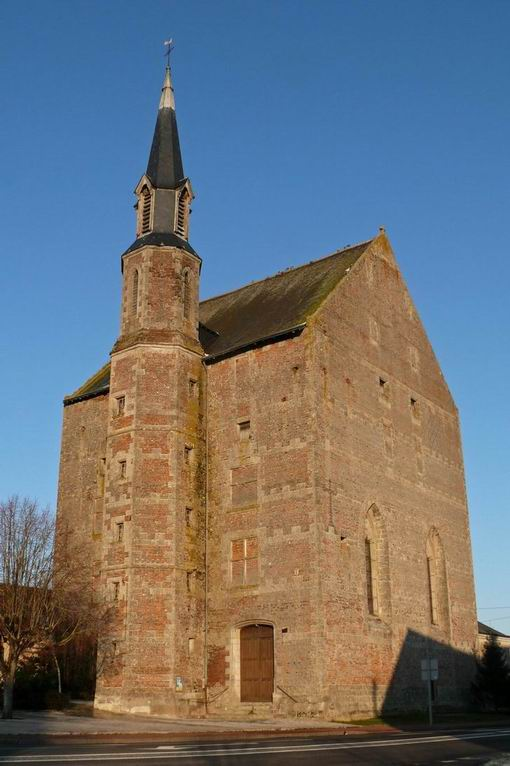
Kirche Saint-Laurent

- Priorei Notre-Dame du Chenusson